# La Conscience de Zeno
La Conscience de Zeno (en italien : La coscienza di Zeno, prononcé : [la koʃˈʃɛntsa di ˈdzɛːno]) est un roman italien d'Italo Svevo écrit à partir de 1919 et publié en 1923. Ce roman psychologique contient les réflexions de Zeno Cosini, paisible rentier de la Trieste austro-hongroise de la fin du XIXe siècle, qui s'interroge sur sa vie, ses actes et leur motivation en vue d'une psychanalyse. Celle-ci, qui se déroule en 1915, l'année de l'entrée en guerre de l'Italie contre l'Empire austro-hongrois, est un échec, le docteur de Zeno tenant absolument à expliquer tous ses comportements par un complexe d'Œdipe. Néanmoins, elle lui aura permis d'examiner à fond sa conscience et, au bout du compte, de vivre en paix avec lui-même.

## Subdivision de l’œuvre
À travers sa cure de psychanalyse, Zeno va raconter des moments de sa vie, pas forcément les plus intéressants ni les plus constructifs, à travers six grands mouvements :
- La cigarette (il fumo), où il s'intéresse à son rapport au tabac.
- La mort de mon père (la morte di mio padre), où Zeno revient sur les rapports conflictuels entretenus avec son géniteur.
- L'histoire de mon mariage (la storia del mio matrimonio), où le protagoniste narre sa décision de se marier avec une des filles de Giovanni Malfendi, un grand commerçant de Trieste.
- L'épouse et l'amante (la moglie e l'amante), où on voit Zeno construire son couple avec Augusta, sa femme qu'il admire pour sa "santé" en contraste avec sa "maladie", mais qu'il trompe cependant avec la jeune Clara.
- Histoire d'une association commerciale (storia di un'associazione commerciale), où Zeno s’intéresse à son rapport avec Guido, son beau-frère qui a épousé Ada, la femme dont il était amoureux et sœur de son épouse.
- Psychanalyse (psicoanalisi), où Zeno explique les raisons qui l'ont poussé à faire la cure et montre sa guérison finale, mais acquise en refusant la psychanalyse.

On peut ajouter à ce décompte en six épisodes, deux rapides chapitres initiaux :
- Préface, écrite par le Docteur S. qui explique que ce livre a été publié pour se venger de son client qui a interrompu sa cure.
- Préambule, écrit par Zeno qui tente de se souvenir de son enfance, sans succès.

## La personnalité de Zeno
Pour illustrer son caractère velléitaire, Zeno évoque son incapacité à arrêter de fumer. Toute son existence est jalonnée de « dernières cigarettes », de résolutions jamais suivies d'effet de cesser de fumer à telle ou telle date plus ou moins symbolique. Étudiant dilettante, hésitant entre le droit et la chimie, Zeno n'a pas su convaincre son père de sa capacité à reprendre les affaires familiales. À sa mort, elles sont confiées à un employé capable, Olivi, Zeno devant vivre en rentier.
Sera-t-il plus déterminé en amour ? Oui et non. Zeno fait sa cour à la belle Ada Malfenti mais, devant son refus, c'est sa sœur Augusta qu'il épouse. Il découvre avec surprise qu'il aime sa femme ce qui ne l'empêche nullement d'avoir une liaison avec une pauvre jeune fille, Carla. Il veut rompre avec sa maîtresse mais reporte sans cesse la décision au lendemain et n'accepte pas que cette dernière épouse son professeur de chant.
Plein de contradictions, il jalouse son beau-frère Guido Speier puis lui vient en aide dans ses affaires commerciales sans jamais définir clairement ses sentiments pour Ada. Il ne l'aime plus mais, en même temps, voudrait lui faire regretter d'avoir choisi Guido plutôt que lui. Guido trompant sa femme avec moins de discrétion que lui et dilapidant la fortune familiale dans des spéculations qui tournent mal, Zeno devient, par défaut, le « meilleur homme de la famille ».
Avec humour, Zeno décrit les situations impossibles dans lesquelles il se fourre tout seul. Résolu à faire telle ou telle déclaration à une personne, il se retrouve à lui dire le contraire de ce qu'il voulait. De quiproquos en incohérences, il finit par ne pas assister à l'enterrement de son beau-frère, mort accidentellement des suites d'une tentative de suicide simulée. Ada et son psychanalyste en concluent que Zeno n'aimait pas Guido alors même qu'il œuvrait à ce moment précis au sauvetage de ses affaires en bourse !
Où est la vérité ? Difficile à dire quand Zeno lui-même laisse entendre que ses mémoires sont truffés de mensonges et de souvenirs inventés...

## Zeno et la psychanalyse
Comparant la chimie et la psychanalyse, Zeno Cosini écrit : « Emprisonné dans l'éprouvette, le corps à analyser, toujours égal à lui-même, attend le réactif et, quand il se présente, lui donne toujours la même réponse. En psychanalyse, jamais les mêmes images ne se reproduisent deux fois, ni les mêmes mots. Il faudrait donc l'appeler autrement. J'aimerais mieux aventure psychique. C'est bien cela : au début d'une séance, on a l'impression d'entrer dans un bois où l'on ne sait trop si on tombera sur un ami ou sur un brigand. L'aventure terminée, on n'en sait d'ailleurs pas davantage. En quoi la psychanalyse s'apparente au spiritisme. »

## Style
Pour donner l'illusion à son lecteur d'un vrai journal tenu par le patient d'une psychanalyse, Svevo va mettre en application un procédé littéraire nouveau, inspiré par les travaux de son ami James Joyce : le flux de conscience. Ainsi, l'intégralité du livre n'est que l'ensemble des souvenirs qui ressurgissent à l'esprit de Zeno, qui les consigne immédiatement par écrit. C'est cela qui donne au roman sa narration décousue : l'histoire ne progresse que selon la remontée des souvenirs du narrateur, suivant une logique qui échappe parfois au lecteur. Svevo va également donner à son œuvre un style particulier, qui n'est que partiellement rendu dans la traduction française : on y voit la présence de nombreux mots ou expressions triestines (alors que Zeno écrit en toscan), mais également des fautes d'orthographes, des incohérences temporelles ou encore la présence d'une prose faible par moments. Ce style particulier participe à la création du personnage de Zeno, un des premiers anti-héros de la littérature moderne : dans tous ses actes, cependant Zeno est un "inetto" de succès car il arrive à trouver un équilibre avec la réalité. Il montre que la maladie, ses inquiétudes peut être un moyen de compréhension de la réalité. 
On trouve également dans La Conscience de Zeno l'idée du "temps mixte" (tempo misto), une expression inventée par Svevo pour définir la dimension temporelle de son œuvre. Quand Zeno raconte des évènements passés, le fait de se les rappeler conduit à les faire devenir présents et sa conscience va alors les faire entrer en contact avec le futur. Dans cette représentation, le Zeno qui raconte sa vie n'est que la somme de tous les Zeno qu'il a pu être au cours de son existence (enfant, adolescent, adulte...) et celui qu'il lui reste à être. Ce "temps mixte" donne une nouvelle appréciation de l'espace temporel où chacun vit : il n'existe pas un passé, un présent et un futur séparés, parce que tous, nous ne sommes que le fruit de la somme de notre passé dans le présent, un présent conditionné par les attentes futures. Cette conception du temps a été forgée par Svevo par son contact avec le philosophe Bergson, qui a exposé cette théorie dans son texte L'évolution créatrice (1907).
Svevo est un des premiers à montrer la crise radicale du sujet romantique. De même que Dostoïevski, Svevo a créé le héros négatif, celui qui sait que derrière lui se trouve une force indépendante de sa volonté. À cause de cela, Zeno se laisse porter par les évènements sans vouloir essayer d'influer sur leur cours. Cependant, le héros svévien est conscient de sa faiblesse de volonté, qui se retrouve à travers l'ironie qu'il utilise pour parler des évènements. Mais curieusement, la faiblesse de Zeno se transforme en force : il survit à son père, à son ami Copler, à son beau-père, à son beau-frère... Celui qui était le "faible" finit par se retrouver le plus fort, et cela parce que dans tous les autres personnages, Svevo a représenté une certitude inébranlable, et donc destinée à périr. Ce sont des êtres du passé, quand Zeno représente lui l'homme nouveau, celui du XXe siècle.

## Adaptation cinématographique
- 2001 : Zeno (Le parole di mio padre) de Francesca Comencini